# سفارة البرازيل في كازاخستان
سفارة البرازيل في كازاخستان هي أرفع تمثيل دبلوماسي لدولة البرازيل لدى كازاخستان. تقع السفارة في مدينة نور سلطان وهي تهدف لتعزيز المصالح البرازيلية في كازاخستان.

## وصلات خارجية
- قائمة سفارات البرازيل
- قائمة السفارات في كازاخستان